# Douglas XB-43 Jetmaster
Douglas XB-43 Jetmaster – amerykański eksperymentalny samolot bombowy zbudowany w zakładach Douglasa, pierwszy bombowiec United States Army Air Forces o napędzie odrzutowym. Jetmaster powstał na bazie innego eksperymentalnego bombowca Douglas XB-42 Mixmaster i podobnie jak on nie wszedł do produkcji seryjnej. Pomimo że pierwsze prace projektowe nad XB-43 rozpoczęto już pod koniec 1944 roku, swój pierwszy lot odbył dopiero 17 maja 1946 i pierwszym seryjnym odrzutowym bombowcem amerykańskim został North American B-45 Tornado.

## Historia
W październiku 1943 roku komórka USAAF Air Force Materiel Command zwróciła się do firmy Douglas o sprawdzenie, czy powstający wówczas XB-42 o tradycyjnym napędzie śmigłowym z silnikami tłokowymi mógłby być napędzany silnikami turboodrzutowymi. Projektanci Douglasa potwierdzili, że tego typu zmiana byłaby możliwa i 31 marca Douglas otrzymał Change Order do poprzedniego kontraktu AC-40188 (budowa dwóch prototypów XB-42) na konstrukcję dwóch samolotów odrzutowych, które otrzymały oznaczenie XB-43 (numery seryjne 44-61508 i 44-61509).
Modyfikacje polegały na zamianie silników widlastych Allison V-1710 na silniki turboodrzutowe J35-GE-3 o ciągu 4000 funtów (18 kN) każdy i dodaniu wlotów powietrza tuż za kabiną pilotów nad nasadą skrzydła oraz dysz silników w ogonie samolotu. Po usunięciu śmigieł z ogona, samolot nie potrzebował już zabezpieczającego je w czasie lądowania statecznika pionowego pod kadłubem; został on usunięty, w zamian powiększono górny statecznik. Nowa konstrukcja była tak zbliżona do swojego poprzednika, że aby zaoszczędzić czasu i kosztów, na pierwszy prototyp XB-43, przebudowano statyczny model XB-42.
Pomimo początkowego bardzo szybkiego postępu prac pierwszy lot XB-43 odbył się ponad dwa lata po podpisaniu kontraktu na jego dostawę. Wiązało się to częściowo ze spowolnieniem tempa prac nad nowymi samolotami w związku z zakończeniem II wojny światowej, a także z powodu problemów z nową technologią jaką były wówczas silniki odrzutowe – na dostawę pierwszych silników czekano kilka miesięcy. Kiedy w końcu zostały one zamontowane do pierwszego prototypu, to w październiku 1945 w czasie prób silników na ziemi w Clover Field doszło do poważnej awarii jednego z nich. W czasie testów urwało się kilka łopatek pierwszego stopnia sprężarki prawego silnika, powodując natychmiastowe urwanie wszystkich łopatek w pozostałych stopniach. Odłamki metalu uszkodziły poszycie samolotu i raniły jednego z obserwatorów na lotnisku. Naprawa samolotu trwała kilka miesięcy po czym został on przewieziony do bazy USAF Muroc Army Air Base na pustyni Mojave, gdzie odbył pierwszy lot 17 maja 1946. Za sterami samolotu zasiadł Bob Brush, który był także oblatywaczem wcześniejszego XB-42.
Jeszcze przed pierwszym lotem XB-43 dowództwo USAAF planowało jego produkcję seryjną. Lotnictwo chciało zamówić tylko 50 egzemplarzy, natomiast zakłady Douglasa były gotowe budować nawet 200 maszyn miesięcznie. Planowano budowę dwóch wersji – bombowej ze szklanym nosem o maksymalnym ładunku bomb 3700 kg i szturmowej z metalowym nosem i uzbrojeniem składającym się z 16 karabinów maszynowych 12,7 mm i 36 rakiet 5-calowych. Obie wersje miały być także wyposażone w zdalnie kierowaną i wyposażoną w radar wieżyczkę ogonową uzbrojoną w dwa karabiny maszynowe. Samoloty produkcyjne miały otrzymać pojedynczą owiewkę kabiny zamiast podwójnej, w którą pierwszy XB-43 był wyposażony tylko dlatego, że powstał z modelu do prób statycznych XB-42.
Z powodu opóźnień związanych z oblotem XB-43, w momencie kiedy odbył się jego pierwszy lot dowództwo USAAF zdecydowało się już zakupić czterosilnikowy North American B-45 Tornado i program budowy XB-43 został anulowany.
Pierwsze próby pokazały, że samolot miał dobre właściwości pilotażowe, ale raczej zbyt mały ciąg silników. W porównaniu z XB-42, na którym bazował, miał większą prędkość przelotową i maksymalną, ale mniejszy zasięg, co było spowodowane małą wydajnością ówczesnych silników odrzutowych.
W czasie lotów próbnych z powodu zmian temperatur pękł pleksiglasowy nos samolotu, który został zastąpiony wykonanym ze sklejki. Dostawa drugiego egzemplarza, z oznaczeniem YB-35, także opóźniła się z powodu kłopotów z silnikami. Otrzymał on już pojedynczą owiewkę kabiny jaka były proponowana dla modelu seryjnego. Drugi egzemplarz został dostarczony do bazy Muroc w maju 1947 roku i używany był jako „latające laboratorium” do testowania silników – jeden z jego fabrycznych silników został zastąpiony przez Allison J47. Pierwszy egzemplarz XB-43 został uszkodzony 1 stycznia 1951 i służył jako źródło części zamiennych dla drugiego egzemplarza tej maszyny, który latał jeszcze pod koniec 1953 roku. Łącznie YB-43 spędził w powietrzu około 300 godzin, jego załoga nadała mu żartobliwą nazwę „Versatile II”.
Samolot (bez skrzydeł) został przekazany do kolekcji National Air and Space Museum ale nie znajduje się w muzeum w Waszyngtonie. Najprawdopodobniej został przekazany do odnowienia do Paul E. Garber Preservation, Restoration, and Storage Facility.

## Opis konstrukcji

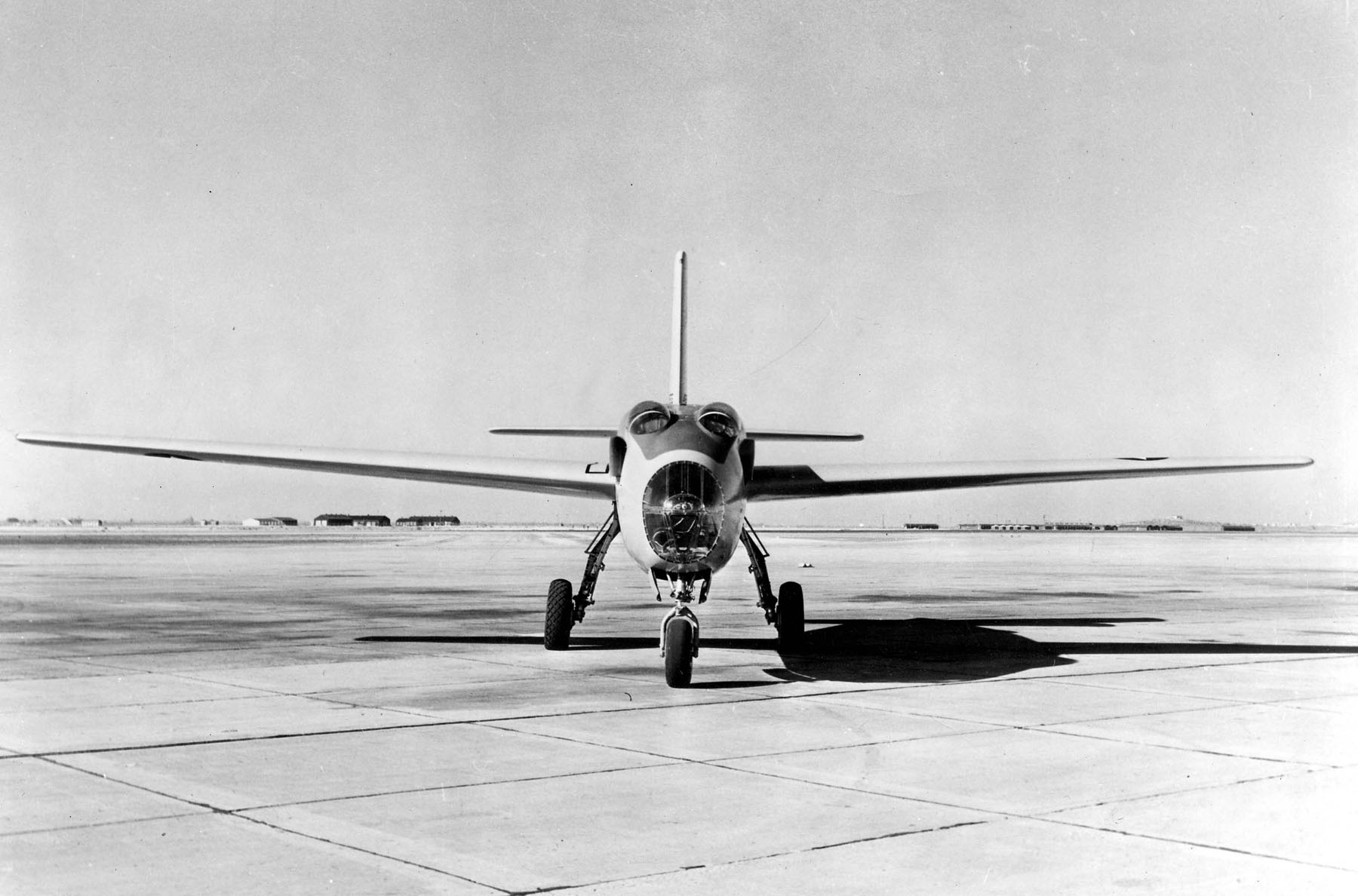
Pierwszy prototyp bazowany na XB-42 z owiewkami typu „oczy owada” (bug-eye canopies)

XB-43 był dwusilnikowym średniopłatem o konstrukcji całkowicie metalowej, napędzanym przez dwa silniki odrzutowe znajdujące się wewnątrz kadłuba z wlotami powietrza umieszczonymi w kadłubie za kabiną pilotów. Samolot miał podwozie trójkołowe z kołem przednim. Posiadał skrzydło laminarne z podwójnymi klapami na wewnętrznej części krawędzi spływu i lotkami na części zewnętrznej.
Załogę stanowiły trzy osoby: nawigator/bombardier znajdujący się w przeźroczystym nosie samolotu (w wersji bombowej) oraz pilot i drugi pilot w kabinie ciśnieniowej. W pierwszej wersji kabina pilotów przykryta była dwiema osobnymi owiewkami kroplowymi, w wersji produkcyjnej planowano pojedynczą owiewkę.
Planowane uzbrojenia obronne miały stanowić dwa karabiny maszynowe M2 w wieżyczce umieszczonej na końcu kadłuba. Wieżyczka miała być wyposażona w radar, obsługiwać miał ją drugi pilot. W dużej komorze bombowej mieścił się ładunek czterech bomb 2000-funtowych (908 kg).